# El estado más caliente
The Hottest State (El Estado más Caliente) es una  película del año 2006  escrita y dirigida por Ethan Hawke, el cual  se basa en la novela del mismo nombre que  ha escrito y publicado diez años antes, en 1996. La película estrenada en el Festival Internacional de Cine de Venecia el 2 de septiembre de 2006. 

## Sinopsis
La película se basa en la historia de un actor de 20 años William (Mark Webber) quien se enamora por primera vez con una novel cantante, Sarah (Catalina Sandino Moreno). Sin ser del todo correspondido, empieza una terca e inocente carrera por conquistar a la chica.

## Reparto
- Mark Webber (William Harding)
- Catalina Sandino Moreno (Sarah)
- Michelle Williams (Samantha)
- Laura Linney (Jesse)
- Ethan Hawke (Vince)
- Daniel Ross (Young Vince)
- Alexandra Daddario (Kim)
- Cherami Leigh (Danielle)
- Glen Powell (John Jaegerman)
- Sonia Braga (Sra. García)
- Anne Clarke (Young Jesse)

## Banda sonora
La música para la película estuvo compuesta por el ganador del Grammy Jesse Harris. Aparte de la inclusión de dos pistas extras, el álbum está compuesto de dieciséis canciones originales. Interpretaron músicos tales como Willie Nelson, Norah Jones, Cat Power, Bright Eyesy Feist. Se nombró también como uno de «Los 10 mejores CDs de 2007» por la New York Daily News[cita requerida].

### Listado de pistas
1. 1. "Ya No Te Veria Mas (Never See You)" - 2:06 (Rocha)
  2. "Always Seem To Get Things Wrong" - 3:47 (Willie Nelson)
  3. "Somewhere Down The Road" - 2:44 (Feist)
  4. "Big Old House" - 3:54 (Bright Eyes)
  5. "The Speed of Sound" - 4:19 (Emmylou Harris)
  6. "It Will Stay With Us"	- 2:17 (Jesse Harris)
  7. "If You Ever Slip" - 2:33 (The Black Keys)
  8. "Crooked Lines" - 4:28 (M. Ward)
  9. "World of Trouble" - 4:35 (Norah Jones)
  10. "Never See You" - 5:04 (Brad Mehldau)
  11. "It's Alright To Fail" - 3:40 (Cat Power)
  12. "One Day The Dam Will Break" - 2:58 (Jesse Harris)
  13. "You, The Queen" - 4:17 (Tony Scherr)
  14. "Morning In A Strange City (Cafe)" - 2:00
  15. "No More" - 3:59 (Rocha)
  16. "Dear Dorothy" - 2:28 (Jesse Harris)
  17. "Never See You" - 2:46 (Rocha)
  18. "There Are No Good Second Chances" - 4:58